# Contrabbandieri di musica
Contrabbandieri di musica è un album del 1987 di Goran Kuzminac.

## Tracce
1. Contrabbandieri di musica – 4:00
2. Vogue – 4:01
3. Dove sei quando non ci sei – 3:57
4. Perfida Jonne – 3:09
5. Perché mi telefoni ancora? – 4:01
6. Malaria – 4:05
7. Gli specchi – 4:02
8. Che carino! – 1:59
9. Cosa ci fai nella mia vita? – 4:23
10. Il barone rosso – 5:02

## Formazione
- Goran Kuzminac – voce, chitarra acustica
- Alberto Radius – basso, cori, chitarra elettrica
- Stefano Previsti – tastiera
- Rino Zurzolo – basso
- Marco Rinalduzzi – chitarra elettrica
- Fabio Pignatelli – basso
- Amedeo Bianchi – sassofono contralto
- Antonello Venditti – cori